# Бондкув (Лодзинське воєводство)
Бондкув (пол. Bądków) — село в Польщі, у гміні Зґеж Зґерського повіту Лодзинського воєводства.
Населення — 128 осіб (2011).

## Демографія
Демографічна структура станом на 31 березня 2011 року:
|          | Загалом | Допрацездатний вік | Працездатний вік | Постпрацездатний вік |
| -------- | ------- | ------------------ | ---------------- | -------------------- |
| Чоловіки | 71      | 14                 | 50               | 7                    |
| Жінки    | 57      | 7                  | 34               | 16                   |
| Разом    | 128     | 21                 | 84               | 23                   |